# 2日
2日（ふつか、ににち、にじつ）は、暦上の各月における2日目である。
各月の2日については下記を参照。
- 1月2日 - 1月2日 (旧暦)
- 2月2日 - 2月2日 (旧暦)
- 3月2日 - 3月2日 (旧暦)
- 4月2日 - 4月2日 (旧暦)
- 5月2日 - 5月2日 (旧暦)
- 6月2日 - 6月2日 (旧暦)
- 7月2日 - 7月2日 (旧暦)
- 8月2日 - 8月2日 (旧暦)
- 9月2日 - 9月2日 (旧暦)
- 10月2日 - 10月2日 (旧暦)
- 11月2日 - 11月2日 (旧暦)
- 12月2日 - 12月2日 (旧暦)